# استونر (رمان)
استونر (به انگلیسی: Stoner) یک رمان نوشته شده توسط نویسنده آمریکایی جان ادوارد ویلیامز است که در سال ۱۹۶۵ برای اولین بار منتشر شد؛ این رمان مجدد در سال ۲۰۰۳ توسط انتشارات کتاب وینتیج و در سال ۲۰۰۶ توسط انتشارات بررسی کتاب نیویورک منتشر شد

## ترجمه به فارسی
- عنوان: استونر/ جان ویلیامز؛ ترجمه ستاره نعمت‌اللهی. (تهران: نوای مکتوب، ۱۳۹۶) شابک: ۹۷۸۶۰۰۹۶۶۶۷۲۰[۳]
- عنوان: استونر/ جان ویلیامز؛ ترجمه محمدرضا ترک‌تتاری. (تهران: انتشارات ماهی، ۱۳۹۵) شابک: ۹۷۸۹۶۴۲۰۹۰۷۰۹[۴]
- عنوان: استونر/ جان ویلیامز؛ ترجمه سعید مقدم. (نشر مرکز؛ شمارهٔ نشر ۱۲۳۴) شابک:[۵] ۹۷۸۹۶۴۲۱۳۳۴۶۸
- عنوان: استونر/ جان ادوارد ویلیامز/ مرجان محمدی/ (تهران: نشر قطره) شابک:۹۷۸-۶۰۰-۱۱۹-۹۰۳-۵[۶]